# Niecieccy herbu Poraj

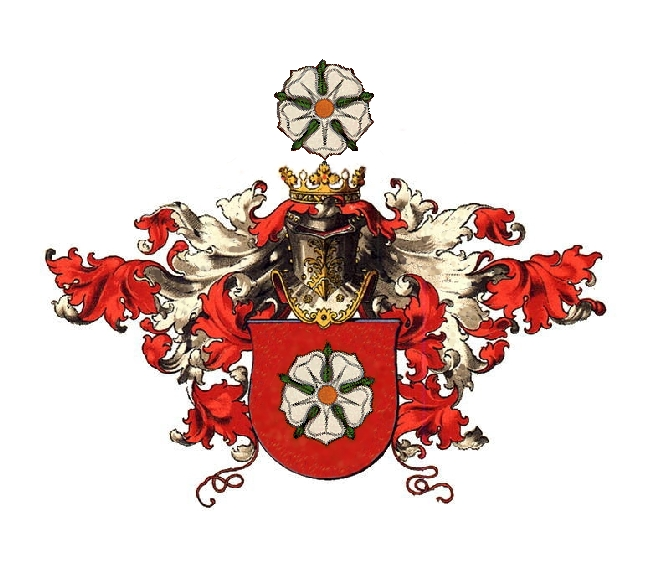
Herb Poraj

Niecieccy (Нецецкие) – ród szlachecki herbu Poraj. Wziął nazwisko od wsi Nieciecza /Nieciecz/ w ziemi drohickiej na Podlasiu.
Protoplastą rodu był Stanisław z Wirowa, dziedzic Niecieczy i pierwszy fundator kościoła w tej miejscowości w 1457 roku.
Według autora herbarza Ignacego Kapicy Milewskiego były dwa gniazda tego rodu: Nieciecze w ziemi drohickiej, uznawane za pierwotne i Nieciece w ziemi tykocińskiej.
Członkowie tego rodu na przestrzeni wieków pełnili różne funkcje o różnym znaczeniu, od lokalnych pisarzy do podkomorzych, czy królewskich odźwiernych.
Ród reprezentowany w Związku Szlachty Polskiej.

## Alternatywna wersja pochodzenia rodu
Mało znana jest informacja zamieszczona w herbarzu "Herby Szlachty Polskiej" Zbigniewa Leszczyca, która opisuje inną wersję pochodzenia rodu.

... Przed rokiem 1399 Ginwiłłowie, pochodzą z rodu litewskiego książąt Dorszprungów i jednego są pochodzenia z Giedrojciami. Pieczętowali się h. Poraj, a po roku 1399 przyjęli jako poboczny h. Ginwiłł. Od nich Pochodzą Kulwiecie i Gojtusowie. Jako pobocznego używali od 1413 roku h. Łabędź, istnieli jeszcze do 1794 r.
Gałęzią Gojtusów są Zdanowicze, używają przydomku Mieciecki, natomiast w województwie trockiem Mieciecki używa przydomku Zdanowicz h. Poraj-Hippocentaurus. Z tego rodu pochodzi Mieciecki, który po 1450 roku pisze się Nieciecki.

## Formy pisowni nazwiska
- Nececius, Nieciecius – Samuel Nececius, arianin – rektor w Rakowskiej Akademii,
- Nieciecki – pisownia poprawna,
- Niesiecki – wymowa z francuszczeniem,
- Niecieski, Nieciewski – spotykane w dokumentach z epoki, zapisywanie na ówczesną modę,
- Niećwiecki, Niedźwiecki, Niedziecki, Niciecki itp. – złe odczytanie z niestarannego pisma,
- Mieciecki – wymowa na Litwie i Rusi,
- Nicicki – wymowa spotykana na niemieckim obszarze językowym, a po tym i pisownia,
- Няцецкі – zapis w języku białoruskim
- Нецецкий, Нетецкий, Нечецкий – formy pisowni nazwiska w języku rosyjskim (pierwszy zapis uznaje się za prawidłowy)

## Linie
Wykaz zawiera jedynie znane dzisiaj linie rodu, które na danym obszarze zamieszkiwały dłużej niż 100 lat (jako graniczny przyjęto rok 1945)
- Niecieccy z Kapic linia I,
- Niecieccy z Kapic linia II,
- Niecieccy linia z Garbowa Starego,
- Niecieccy linia wileńska,
- Niecieccy linia trocka (linia wywodząca się od Niecieckich z Kapic parafii kobylińskiej, przeniosła się w XVIII wieku do powiatu trockiego i wywiodła się z herbem Lubicz), uległa deklasacji po 1864 roku na skutek carskich represji administracyjnych wobec szlachty zaściankowej (carskie deklasacje były jedynie nieuznawaniem polskiego szlachectwa na obszarach panowania Rosji),
- Niecieccy linia lidzka (zamieszkiwali okolice Niecieczy Białoruskiej, Wiawórki, Szczuczyna, potomkowie Mikołaja Niecieckiego z Nieciecy odźwiernego króla Władysława IV, wywiedli się z błędnym herbem Schlichting),
- Niecieccy linia sankt-petersburska,
- Niecieccy linia wołyńska,
- Niecieccy linia kossowska.

## Najbardziej znani członkowie rodu
- Stanisław z Wirowa – fundator kościoła w Niecieczy w 1457 roku,
- Jerzy Nieciecki – zastępca starosty drohiczyńskiego w 1482 roku,
- Melchior Nieciecki – ostatni podkomorzy drohicki 1582 roku, łowczy podlaski w 1580 roku i poborca podlaski oraz instygator litewski w 1566 roku,
- Samuel Nieciecki – rektor ariański w Akademii Rakowskiej w latach 1602 - 1610,
- Szymon Nieciecki – komornik graniczny drohicki i podstarości drohicki, elektor z województwa podlaskiego w 1632 roku,
- Jerzy-Józef Nieciecki – woźny województwa wileńskiego w 1736 roku,
- Mikołaj Nieciecki – odźwierny króla Władysława IV w latach 1637 - 1646,(Dwie oblaty podane przez Kapicę – Milewskiego pozwalają datować, że Mikołaj Nieciecki zostaje odźwiernym Króla Władysława IV w roku małżeństwa Króla z Cecylią Renatą (12 października 1637), a na koniec jego służby /po 10 latach/ przypadł na II rok małżeństwa Króla z drugą żoną (10 marca 1646) Marią Ludwiką. Oblata z 1647 r. wyraża podziękowanie za służbę Mikołajowi Niecieckiemu wydaną przez Króla Władysława IV. Mikołaj Nieciecki żonaty był z Jadwigą Czarnecką, córką Jędrzeja Czarneckiego preceptora synów Króla Zygmunta III Wazy. Jędrzej Czarnecki za czyny bohaterskie pod Smoleńskiem otrzymał w 1618 r. Szlachectwo i herb Czarnecki I. Mikołaj wraz z żoną Jadwigą mieszkali na Zamku Królewskim w Warszawie w północno-wschodnim skrzydle na I piętrze)
- Augustyn Nieciecki – kapitan 20 p.p. linowej w 1831 roku gdzie otrzymał Złoty Krzyż Virtuti Militari, członek Towarzystwa Demokratycznego Polski w Paryżu w 1838 roku. We Francji bierze udział w Legii Cudzoziemskiej w wojnie o Algier. Dosłużył się stopnia generała. Zmarł w Lyonie,
- Ludwik Nieciecki – wiceprezydent Kowna,
- Jan Nieciecki – żołnierz 1 p.p. Legionów, dawał znane występy akordeonowe w Radio Wileńskim.
- Konstanty Nieciecki – pierwszy redaktor szeksneńskiej gazety rejonowej "Kołchoźnik – Hodowca zwierząt".Stanowisko pełnił w latach 1930 - 1932. Stracony przez organy NKWD w 1937 roku. Zrehabilitowany w 1961 roku.
- Zygmunt Nieciecki – powstaniec warszawski, bronił PWPW, badacz historii rodu, autor napisu na szabli honorowej dla marsz. Roli Żymierskiego,

## Dokumentacja z wzmiankami na temat rodu Niecieckich

### Najstarsza wzmianka
Najstarszy zapisek (odnaleziony w 1975 przez Zygmunta Niecieckiego z Warszawy) datowany jest Anno Domini 1437.

### Zapiski w sądach sanockich
(najdawniejsze zapiski sądów sanockich
1423 – 1462 ss XXV + 567 Lwów 1886.)
- Nieciecki: Nyeczeczki, scoltetus 1437 r. (Akta Grodzkie i ziemskie Arch. Bernardyńskie tom XI str. 1009): ...inter nobiles Nicolaum Camyenyeczski et Iohannem Nyeczyeczski ... 1440 r. (AGZ t. XI str 1315).
- Iohannes Nyeczyeczki, scultetus[3] de Nyznya Wanglówka … 1441 r. (AGZ XI 1387).

### Wypisy, rejestry, dokumenty
REGESTRA THELONEI AQUATICI WLADISLAVIENSIS. SÆCULI XVI - Zapiski z cła wodnego we Włocławku, wiek XVI
1. 29,03,1555 str. 39 - "STANISLAUS NYECYECZKI f. d. Johannis Harinek succamerarius Łomzensibus ...lasti 18 sil."
2. 16,05,1555 str. 89 - "STANISLAUS NYECZIECZKI f. d. J. H. de discr. Cernensi...lasti 14 sil."
3. 20,04,1556 str. 66 - "Andreas f.d. NICOLAI NYECZIECZKI iudicius Drogic...lasti 12 sil."
4. 21,04,1556 str. 103 - "Idem d. NICOLAI NYECZYECZKI simul cum d. Stanislao Krupiczki de distr. eodem...lasti 16 sil."
5. 8,04,1560 str. 154 - "VALENTINUS NYECYECZKI de distr. Nurensi...lasti 16 sil."
6. 12,04,1561 str. 199 - "Alberus Pothgorski f. d. NICOLAI NYECYECZKI de districtu Drogicensi...lasti 16 sil."
7. 6,05,1568 str. 232 - "Jacobus Podgorski d. MELCHIORIS NIECZIECZKI ...lasti 15 sil."
8. 17,04,1569 str. 255 - "Jacobus Pothgorski f. d. MELCHIORIS NIECZIECZKI succamerari Drohiciensis ...lasti 16 fr."[6]
9. 12,05,1574 str. 296 - "Joahnnes Krupiczki d. MELCHIORIS NIECZWIECZKI succamerari terrae Drogic ... lasti 12 sil."

REGESTR POBORU KRÓLA JEGOMOŚCI NA OBRONĘ RZECZYPOSPOLITEJ WEDŁUG UCHWAŁY SEJMU WARSZAWSKIEGO w ROKU 80 /1580/
1. str. 34 - Parochia Jabłońska (obecnie Jabłonna – Lacka) - "ślachetny Malcher Nieciecki podkomorzy drogicki z Jabłoni i Tchórzice dał z włók 2½ zł (po złotemu)"
2. str. 120 - Nieciecze. śl. Michał Nieciecki, woźny ziemski z 4½ WŁÓK ślach., a przy nim Jan Nieciecki stary człowiek przez ubóstwo z 1 włóki. item. Matis, Marek Mieciecki z 3 włók śl.
3. str. 38 - Wierchowo. Ślachetna dama Barbara Nieciecka dała z włók ziemskich - 4 - zł 2.
4. str. 170 - Regestrum wybierania poboru w mieście Knyszyńskiem roku 1577 mensis Septembris, die 18
  1. Miasto Knyszyn (od sénku piwa)
  2. Niecziecki – 6 groszy (od beczki)
5. str. 39 - Parochia Nieczieczko - Zembrowska. Ślachetny Jakób Nieciecki dał z Niecieczy i z Wirowa z włók ziemskich 5½ po groszy 15. (złotych 2., groszy 22., szelągów 4.)
6. str. 249 - Komornicy Bielscy: Mateusz Nieciecki 1581-1601
7. str. 255 - Referendarze Podlasia: Mikołaj Nieciecki wojski mielnicki 1558 - 1561

### Niecieccy w życiu politycznym pierwszej Rzeczypospolitej – Elektorzy Królów Polskich[7]
| Data            | Wybrany król                 | Elektorzy z rodu Niecieckich |
| --------------- | ---------------------------- | --- |
| 12 grudnia 1632 | Władysław IV                 | Mieciecki – Zdanowicz Bazyli z województwa trockiego Mieciecki – Zdanowicz Theodor z województwa trockiego Nieciecki Szymon podstarosta Drohicki |
| 1669            | Michał Korybut Wiśniowiecki  | Koryciński Woyciech burgrabia Drohicki Nieciecki Stephan pisarz ziemski Połocki                                                                  |
| 1674            | Jan III Sobieski             | Wirowski z woj. Nowogródzkiego |
| 1697            | August II Mocny              | Nicicki Adam z woj. Wileńskiego Nieciecki Maciej z ziemią chełmską Nieciecki Stanisław, syn Szymona                                              |
| 1704            | Stanisław Leszczyński        | Nieciecki Józef Nieciecki Wojciech |
| 1764            | Stanisław August Poniatowski | Nieciecki Maciej z pow. Orszańskiego Nieciewski v. Niecieski /Jan s. Michała 1606 r./ Józef podpisał konwokację generalną warszawską w 1764 r.   |